# Campeonato Sudamericano 1935/Spiele
Diese Seite ist eine Unterseite zum Artikel Campeonato Sudamericano 1935, der über dieses Turnier für Fußballnationalmannschaften Südamerikas informiert.
| Pl. | Land        | Sp. | S | U | N | Tore    | Diff. | Punkte |
| --- | ----------- | --- | - | - | - | ------- | ----- | ------ |
| 1.  | Uruguay     | 3   | 3 | 0 | 0 | 006:100 | +5    | 06:0   |
| 2.  | Argentinien | 3   | 2 | 0 | 1 | 008:500 | +3    | 04:20  |
| 3.  | Peru        | 3   | 1 | 0 | 2 | 002:500 | −3    | 02:40  |
| 4.  | Chile       | 3   | 0 | 0 | 3 | 002:700 | −5    | 0:60   |

## Argentinien – Chile 4:1 (1:1)
| Argentinien                                  | Argentinien | Chile | Chile |
| -------------------------------------------- | --- | --- | ----- |
| Argentinien                                  | \| 6. Januar 1935 in Lima (Stadium Nacional) \| \| Zuschauer: 25.000 \| \| Schiedsrichter: Miguel Serra Hurtado ( Peru) \| | \| 6. Januar 1935 in Lima (Stadium Nacional) \| \| Zuschauer: 25.000 \| \| Schiedsrichter: Miguel Serra Hurtado ( Peru) \| | Chile |
| Argentinien                                  | Bello – Wilson, Scarcella – De Jonge, Minella, De Mare – Lauri, Sastre, Masantonio, Zito (41. García), Arrieta             | R. Cortés – Welch, A. Cortés – Gornall, Riveros, Araneda – Aranda, Giudice, Carmona (Sorrel), Vidal, Avilés                | Chile |
| Argentinien                                  | 1:1 Lauri (28.) 2:1 Arrieta (49.) 3:1 García (57.) 4:1 Masantonio (71.)                                                    | 0:1 Carmona (8.) | Chile |
| 6. Januar 1935 in Lima (Stadium Nacional)    | | |       |
| Zuschauer: 25.000                            | | |       |
| Schiedsrichter: Miguel Serra Hurtado ( Peru) | | |       |

## Peru – Uruguay 0:1 (0:0)
| Peru                                        | Peru | Uruguay | Uruguay |
| ------------------------------------------- | --- | --- | ------- |
| Peru                                        | \| 13. Januar 1935 in Lima (Stadium Nacional) \| \| Zuschauer: 25.000 \| \| Schiedsrichter: Humberto Reginatto ( Chile) \| | \| 13. Januar 1935 in Lima (Stadium Nacional) \| \| Zuschauer: 25.000 \| \| Schiedsrichter: Humberto Reginatto ( Chile) \|   | Uruguay |
| Peru                                        | Valdivieso – León, A. Fernández – Denegri, Arce, D.García – Lavalle, Villanueva, T. Fernández, Tovar (Nué), Morales        | Ballestrero – Nasazzi, Muñiz – Zunino, L. Fernández, Denis – Píriz (46. Taboada), Ciocca, H. Castro, E. Fernández, B. Castro | Uruguay |
| Peru                                        | 0:1 H. Castro (80.) | | Uruguay |
| 13. Januar 1935 in Lima (Stadium Nacional)  | | |         |
| Zuschauer: 25.000                           | | |         |
| Schiedsrichter: Humberto Reginatto ( Chile) | | |         |

## Uruguay – Chile 2:1 (1:0)
| Uruguay                                    | Uruguay | Chile | Chile |
| ------------------------------------------ | --- | --- | ----- |
| Uruguay                                    | \| 18. Januar 1935 in Lima (Stadium Nacional) \| \| Zuschauer: 13.000 \| \| Schiedsrichter: José Artemio Serra ( Peru) \|                                   | \| 18. Januar 1935 in Lima (Stadium Nacional) \| \| Zuschauer: 13.000 \| \| Schiedsrichter: José Artemio Serra ( Peru) \| | Chile |
| Uruguay                                    | Ballestrero (35. Macchiavello) – Nasazzi (46. Olivera), Muñiz – Zunino, L. Fernández, Pérez (43. Denis) – Píriz, Ciocca, H. Castro, E. Fernández, B. Castro | R. Cortés (Azzerman) – Welch, A. Cortés – Gornall, Riveros (Torres), Araneda – Aranda, Giudice, Carmona, Vidal, Avendaño  | Chile |
| Uruguay                                    | 1:0 Ciocca (33.) 2:1 Ciocca (55.) | 1:1 Giudice (54.) | Chile |
| 18. Januar 1935 in Lima (Stadium Nacional) | | |       |
| Zuschauer: 13.000                          | | |       |
| Schiedsrichter: José Artemio Serra ( Peru) | | |       |

## Peru – Argentinien 1:4 (1:1)
| Peru                                       | Peru | Argentinien | Argentinien |
| ------------------------------------------ | --- | --- | ----------- |
| Peru                                       | \| 20. Januar 1935 in Lima (Stadium Nacional) \| \| Zuschauer: 21.000 \| \| Schiedsrichter: César Pioli ( Uruguay) \|                                  | \| 20. Januar 1935 in Lima (Stadium Nacional) \| \| Zuschauer: 21.000 \| \| Schiedsrichter: César Pioli ( Uruguay) \| | Argentinien |
| Peru                                       | Valdivieso – León (De las Casas), A. Fernández – Denegri (Rivero), Arce, D. García – Lavalle, Villanueva, T. Fernández (13. Góngora), Alcalde, Morales | Bello – Wilson, Scarcella – De Jonge, Minella, De Mare – Lauri, Sastre, Masantonio, García, Arrieta                   | Argentinien |
| Peru                                       | 1:0 T. Fernández (2.) | 1:1 Masantonio (10.) 1:2 García (50.) 1:3 Masantonio (61.) 1:4 Masantonio (81.)                                       | Argentinien |
| 20. Januar 1935 in Lima (Stadium Nacional) | | |             |
| Zuschauer: 21.000                          | | |             |
| Schiedsrichter: César Pioli ( Uruguay)     | | |             |

## Peru – Chile 1:0 (1:0)
| Peru                                         | Peru | Chile | Chile |
| -------------------------------------------- | --- | --- | ----- |
| Peru                                         | \| 26. Januar 1935 in Lima (Stadium Nacional) \| \| Zuschauer: 12.000 \| \| Schiedsrichter: Eduardo Forte ( Argentinien) \|                     | \| 26. Januar 1935 in Lima (Stadium Nacional) \| \| Zuschauer: 12.000 \| \| Schiedsrichter: Eduardo Forte ( Argentinien) \| | Chile |
| Peru                                         | Valdivieso – León, A. Fernández – Denegri, Arce (E. García), D.García – Lavalle (Pacheco), Villanueva, T.Fernández, Tovar(Montellanos), Morales | R. Cortés – Welch (Vargas), A. Cortés – Gornall, Torres, Araneda – Aranda, Giudice, Carmona, Vidal, Avendaño (Schneberger)  | Chile |
| Peru                                         | 1:0 Montellanos (5.) | | Chile |
| 26. Januar 1935 in Lima (Stadium Nacional)   | | |       |
| Zuschauer: 12.000                            | | |       |
| Schiedsrichter: Eduardo Forte ( Argentinien) | | |       |

## Uruguay – Argentinien 3:0 (3:0)
| Uruguay                                     | Uruguay | Argentinien | Argentinien |
| ------------------------------------------- | --- | --- | ----------- |
| Uruguay                                     | \| 27. Januar 1935 in Lima (Stadium Nacional) \| \| Zuschauer: 30.000 \| \| Schiedsrichter: Humberto Reginatto ( Chile) \|   | \| 27. Januar 1935 in Lima (Stadium Nacional) \| \| Zuschauer: 30.000 \| \| Schiedsrichter: Humberto Reginatto ( Chile) \|               | Argentinien |
| Uruguay                                     | Ballestrero – Nasazzi, Muñiz – Zunino (75. Denis), L. Fernández, Pérez – Taboada, Ciocca, H. Castro, E. Fernández, B. Castro | Bello (25. Gualco) – Wilson, Scarcella – De Jonge, Minella, De Mare (31. Sbarra) – Lauri, Sastre, Masantonio, García (29. Zito), Arrieta | Argentinien |
| Uruguay                                     | 1:0 H. Castro (18.) 2:0 Taboada (28.) 3:0 Ciocca (36.)                                                                       | | Argentinien |
| 27. Januar 1935 in Lima (Stadium Nacional)  | | |             |
| Zuschauer: 30.000                           | | |             |
| Schiedsrichter: Humberto Reginatto ( Chile) | | |             |